# 비도서 자료
비도서 자료(非圖書資料)란 인간들의 사상이나 감정을 전달하는 매개체로서 도서 이외의 모든 자료를 통칭한 것이다. 일정한 형식을 갖추지 않은 정보전달매체까지 모두 포함된다.
한국 도서관협회의 용어집을 보면 비도서자료를 "도서 이외의 모든 자료" 라고 규정하고 있다.